# Hans Rosendahl
Hans Viktor Rosendahl (* 27. Dezember 1944 in Katrineholm; † 23. November 2021 ebenda) war ein schwedischer Schwimmer.

## Karriere
Hans Rosendahl, der für den Katrineholms SS und später für den Stockholms KK antrat, gewann bei den Europameisterschaften 1962 Silber über 400 m Freistil und wurde mit der 4 × 200-m-Freistilstaffel Europameister. Die Staffel schwamm dabei eine neue europäische Bestzeit. Bei den Olympischen Sommerspielen 1964 in Tokio wurde er im Wettkampf über 400 m Freistil Zehnter. Im Staffelwettkampf über 4 × 200 m Freistil schwamm er zusammen mit Mats Svensson, Lester Eriksson und Jan Lundin zu einem neuen Europarekord und belegte mit der Staffel Platz fünf. 1966 gewann Rosendahl bei den Europameisterschaften in Utrecht Bronze mit der 4 × 200-m-Freistilstaffel, allerdings kam er nur im Vorlauf zum Einsatz.
Später wechselte er zum Wasserball und absolvierte eine Ausbildung zum Sportlehrer an der Gymnastik- och idrottshögskolan.